# Noche de ronda (programa de televisión)
Noche de Ronda fue un programa de televisión chileno, transmitido por Canal 13 entre 1993 y 1998. Fue conducido por Raúl Alcaíno y posteriormente por Juan Guillermo Vivado, dirigido por Gonzalo Bertrán.

## Historia
Noche de Ronda parte en abril de 1993 con Raúl Alcaíno, que en ese entonces venía del canal La Red, donde condujo el programa Enrédese (1991-1992). Durante todo el tiempo que condujo el programa destacó su estilo informal y chacotero, que fue su sello. También tenía la sección Cámara de Ronda con las notas de Ángel Carcavilla, Patricio Oñate y Vasco Moulian.
En diciembre de 1996, Alcaíno deja Noche de ronda y Canal 13, para emigrar a Chilevisión en diciembre de 1997, donde animó Amigas y amigos (1998-2000). En su reemplazo llega, desde el mismo CHV, Juan Guillermo Vivado, que toma el mando de la conducción hasta su final en diciembre de 1998.

## Invitados
Noche de Ronda se caracterizó por tener invitados de clase mundial, debido al gran presupuesto con el que contaba, así aparecieron entre otros:

### Cantantes
- Cecilia Echeñique
- Alberto Plaza
- La Ley
- Los Tres
- Jorge González (ex Los Prisioneros)
- Illapu
- Myriam Hernández
- Felipe Izquierdo y los hermanos Fernando y Nicolás Larraín ("Fresco y Natural después del Postre")
- Nicole
- Pablo Herrera
- José Alfredo Fuentes
- Marcelo Hernández y Cachureos
- Xuxa
- Roberto Carlos
- Daniela Mercury
- Paralamas
- Julio Iglesias
- Marcos Llunas
- Víctor Manuel y Ana Belén
- Alejandro Sanz
- Enrique Iglesias
- Marta Sánchez
- Joan Manuel Serrat
- Joaquín Sabina
- // Miguel Bosé
- Ricardo Arjona
- Sabrina Salerno
- Café Tacvba
- Fey
- Lucero
- Ana Gabriel
- Pandora
- Lucho Barrios
- Chayanne
- Ricky Martin
- Alejandro Lerner
- Valeria Lynch
- Fabiana Cantilo
- Soda Stereo
- Fito Páez
- Charly García
- Sandra Mihanovich

### Humoristas
- Gilberto Guzmán, Eduardo Thompson y Guillermo Bruce[1]
- Dinamita Show
- Dino Gordillo
- Bombo Fica
- Felo
- Álvaro Salas
- Manpoval[2]
- Hugo Varela
- Pachu Peña y Pablo Granados (Videomatch)
- Moria Casán
- Raúl Vale

### Animadores/Periodistas
- Mario Kreutzberger "Don Francisco"
- Claudia Conserva
- Angélica Castro
- Julio Martínez
- Raúl Matas
- Javier Miranda
- Kike Morandé
- Chabeli Iglesias (hija de Julio Iglesias)
- / Almendra Gomelsky
- Susana Giménez
- Marcelo Tinelli

### Actores
- Patricio Torres
- Elenco de la serie Los Carcamo
- Felipe Izquierdo como Elvira
- Francisca Merino
- Roberto Poblete
- Luis Gnecco
- Javiera Contador
- Marcela Medel
- Federico Luppi
- Leonor Benedetto
- Soledad Silveyra
- Victoria Abril
- Maribel Verdú
- Imanol Arias
- Anabel Alonso
- Donna D’Errico
- Gena Lee Nolin
- Kelly Packard
- Nicole Eggert
- Raquel Welch
- Jacqueline Bisset
- Ornella Muti
- Franco Nero

### Deportistas
- Claudio Caniggia
- Gabriela Sabatini
- Marcelo Ríos
- Fernando González
- Iván Zamorano
- Marcelo Salas
- Rodrigo Goldberg
- Faustino Asprilla

### Modelos
- Claudia Schiffer
- Paola Camaggi
- Tonka Tomicic
- Carla Ochoa
- Valeria Mazza
- Graciela Alfano
- Jenny McCarthy

## Auspiciadores
- Bansander AFP (1996-1997)